# EIGHT-JAM FES
- 関ジャニ∞ > 関ジャム 完全燃SHOW > 関ジャムFES
- テレビ朝日ドリームフェスティバル > 関ジャムFES
- SUPER EIGHT > EIGHT-JAM > EIGHT-JAM FES

『EIGHT-JAM FES』（エイトジャムフェス）は、2019年から不定期で開催されている、SUPER EIGHTの冠番組『EIGHT-JAM』（テレビ朝日系列）が主催する音楽フェスティバル。
2021年の開催までは当時の番組名『関ジャム 完全燃SHOW』から『関ジャムFES』（かんジャムフェス）の名称が使用されていたが、2024年に番組名が『EIGHT-JAM』に変更されたことに伴い、2024年の開催から現名称が使用されている。

## 概要
本イベントは、SUPER EIGHTの冠番組『EIGHT-JAM』（テレビ朝日系列）が主催する音楽フェスティバルである。
本イベントの大きな特徴として、番組のホストであるSUPER EIGHTが、出演アーティストと番組で恒例となっているセッションコーナーを生で行うことが挙げられる。各アーティストの単独ステージにメンバーが登場、またはSUPER EIGHTの単独ステージに同日の出演アーティストが登場し、1曲または2曲セッションを披露する。
初回である2019年は、『関ジャム 完全燃SHOW』（当時）の放送局であるテレビ朝日による音楽フェスティバル『テレビ朝日ドリームフェスティバル2019』内の初日企画として、『関ジャムFES』のタイトルで開催予定であったが、台風19号の影響で開催中止となった。
翌2020年にも本イベントを開催予定だったが、新型コロナウイルス「COVID-19」の感染拡大の影響により、イベントの開催が発表されることの無いまま中止となった。そのため、以下、便宜上後述の2021年の開催を「第2回」とする。
2021年に本イベントの第2回が初回の開催発表から約2年越しに初開催された。なお、前回と同様に単独のフェスではなく、幕張メッセで開催された『テレビ朝日ドリームフェスティバル2021』内の企画として、『関ジャムFES』のタイトルで開催された。
2024年に関ジャニ∞のグループ名が「SUPER EIGHT」に、番組名が『EIGHT-JAM』に変更されたことに伴い、本イベントのタイトルも『EIGHT-JAM FES』（エイトジャムフェス）に変更された。更に、これまでのような既存のフェスに内包されたイベントではなく、初の単独フェスとしてさいたまスーパーアリーナで3日間に日程を拡大して約3年振りに開催された。

## 歴史

### 2019年（歴史）
- 9月10日、テレビ朝日による音楽フェスティバル『テレビ朝日ドリームフェスティバル2019』内の初日企画として、同年10月12日に関ジャニ∞の冠番組『関ジャム 完全燃SHOW』が主催する初めての音楽フェスティバル『関ジャムFES』を開催することを発表[1][2]。
- 10月10日、台風19号の影響により、本イベントの開催中止を発表[3][4]。
- 10月12日、本イベントを開催予定だったが、前述の理由で中止となった[3][4]。同年9月に錦戸亮が脱退した関ジャニ∞にとって、5人体制初ステージとなる予定だった[17][18][19][3]。

### 2020年（歴史）
- 日程などは不明だが、2020年にも本イベントの開催を予定していたが、新型コロナウイルス「COVID-19」の感染拡大の影響により、イベントの開催が発表されることの無いまま中止となった[5][6]。

### 2021年（歴史）
- 8月8日、『関ジャム』にて本イベントを前回と同様に『テレビ朝日ドリームフェスティバル2021』内の企画として開催することを発表[7][13]。
- 9月10日、新型コロナウイルスの感染拡大の状況下にあるものの、徹底した感染予防対策のもとで本イベントを開催することを改めて発表[20]。
- 9月21日、追加アーティストと関ジャムスペシャルバンドの追加メンバーを発表[21]。
- 9月26日、本イベントが約2年越しに初開催された[5][12]。

### 2024年（歴史）
- 4月8日、当日（放送開始は前7日）の放送より番組名が『EIGHT-JAM』に変更され、約3年振りとなる本イベントの開催の発表と共に、イベントタイトルも『EIGHT-JAM FES』に変更されたこと、初めて既存のフェスに内包されたイベントではなく単独フェスとして開催されること、初めて3日間にわたって開催されることを発表[8][9][10]。
- 4月9日、6月21日公演の「対バン企画」の対バン相手がWANIMAであることを発表[22][23][24]。
- 6月14日、会場前に展開される「けやきひろば特設ステージ」にて、DJ和によるスペシャルステージの開催を発表[25]。
- 6月21日 - 23日、本イベントをさいたまスーパーアリーナで3日間にわたって開催された[8][9][10][26][27][28]。

## 公演日程
| 回                                                          | 日程                                                        | 会場                                                        | 備考                                                        |
| 関ジャムFES（『テレビ朝日ドリームフェスティバル』内で開催） | 関ジャムFES（『テレビ朝日ドリームフェスティバル』内で開催） | 関ジャムFES（『テレビ朝日ドリームフェスティバル』内で開催） | 関ジャムFES（『テレビ朝日ドリームフェスティバル』内で開催） |
| ----------------------------------------------------------- | ----------------------------------------------------------- | ----------------------------------------------------------- | ----------------------------------------------------------- |
| 1                                                           | 2019年10月12日（中止）                                      | 幕張メッセ（千葉県）                                        | [ 注 3 ]                                                    |
| 2                                                           | 2021年9月26日                                               | 幕張メッセ（千葉県）                                        |                                                             |
| EIGHT-JAM FES                                               |                                                             |                                                             |                                                             |
| 3                                                           | 2024年6月21日 - 23日                                        | さいたまスーパーアリーナ（埼玉県）                          |                                                             |

- このほか、2020年にも『関ジャムFES』を開催予定だったが、新型コロナウイルス「COVID-19」の感染拡大の影響により、イベントの開催が発表されることの無いまま中止となった[5][6]。

## 出演アーティスト
※各日のヘッドライナーはSUPER EIGHT（関ジャニ∞）が担当。

### 2019年（出演アーティスト）
| 日程              | 出演アーティスト                                                                                          |
| ----------------- | --- |
| 10月12日 （中止） | - 関ジャニ∞ - 打首獄門同好会 - 清塚信也 × NAOTO - ゴスペラーズ - 東京スカパラダイスオーケストラ - Perfume |

※この中で、関ジャニ∞、打首獄門同好会、清塚信也、東京スカパラダイスオーケストラは2021年の『関ジャムFES』で再出演し、Perfumeは2024年の『EIGHT-JAM FES』で再出演を果たした。

### 2021年（出演アーティスト）
| 日程    | 出演アーティスト |
| ------- | --- |
| 9月26日 | - 関ジャニ∞ - 石崎ひゅーい - 打首獄門同好会 - 関ジャムスペシャルバンド - 清塚信也 - 本間昭光 - 今井マサキ - ハマ・オカモト（OKAMOTO'S） - SATOKO（FUZZY CONTROL） - Rei - 宮澤エマ - s**t kingz - 東京スカパラダイスオーケストラ |

| 出演アーティスト               | セッション楽曲         | セッション参加メンバー                                                          | 備考      |
| ------------------------------ | ---------------------- | ------------------------------------------------------------------------------- | --------- |
| 打首獄門同好会                 | 日本の米は世界一       | 安田（Vo.Gt.）、村上（Vo.Key.）                                                 | [ 注 9 ]  |
| 関ジャムスペシャルバンド       | 大阪ロマネスク         | 横山、村上、丸山、安田、大倉（全員Vo.）                                         |           |
| 石崎ひゅーい（Vo. A.G.）       | さよならエレジー       | 安田（Vo. A.G.）、丸山（Vo.）                                                   | [ 注 10 ] |
| s**t kingz                     | パスタ                 | 村上、大倉（全員Dance.）                                                        |           |
| 東京スカパラダイスオーケストラ | Paradise Has No Border | 横山（Tp.）                                                                     |           |
| 東京スカパラダイスオーケストラ | メモリー・バンド       | 横山、村上、安田、丸山、大倉（全員Vo.）                                         | [ 注 11 ] |
| 東京スカパラダイスオーケストラ | 無責任ヒーロー         | 横山（Vo.Tp.）、村上（Vo.Key.）、丸山（Vo.Ba.）、安田（Vo.Gt.）、大倉（Vo.Dr.） | [ 注 12 ] |

### 2024年（出演アーティスト）
| 日程    | 出演アーティスト |
| ------- | --- |
| 6月21日 | - SUPER EIGHT - WANIMA |
| 6月22日 | - SUPER EIGHT - いきものがかり - 石崎ひゅーい - 打首獄門同好会 - Perfume |
| 6月23日 | - SUPER EIGHT - EIGHT-JAM スペシャルバンド - 今井マサキ - 植松陽介 - 清塚信也 - KenKen（RIZE） - 斎藤宏介（UNISON SQUARE GARDEN、XIIX） - SATOKO（FUZZY CONTROL） - 高橋あず美 - 本間昭光 - Kroi - 東京スカパラダイスオーケストラ - 三浦大知 |

| 出演アーティスト               | セッション楽曲           | セッション参加メンバー                                                          | 備考      |
| 6月21日                        | 6月21日                  | 6月21日                                                                         | 6月21日   |
| ------------------------------ | ------------------------ | ------------------------------------------------------------------------------- | --------- |
| WANIMA                         | ここに                   | 横山（Vo.Gt.）、村上（Vo.Key.）、丸山（Vo.Ba.）、安田（Vo.Gt.）、大倉（Vo.Dr.） | [ 注 13 ] |
| 6月22日                        |                          |                                                                                 |           |
| 打首獄門同好会                 | 島国DNA                  | 安田（Vo.Gt.）、横山（Gt.）                                                     |           |
| 打首獄門同好会                 | ハライッパイ             | 横山（Vo.Gt.）、村上（Vo.Key.）、丸山（Vo.Ba.）、安田（Vo.Gt.）、大倉（Vo.Dr.） | [ 注 13 ] |
| Perfume                        | ワンルーム・ディスコ     | 村上、丸山（全員Vo.Dance.）                                                     | [ 注 14 ] |
| 石崎ひゅーい（Vo. A.G.）       | 虹                       | 安田（Vo. A.G.）                                                                |           |
| いきものがかり                 | 笑顔                     | 村上（Key.Cho.）、大倉（Cajon.Cho.）                                            |           |
| 6月23日                        |                          |                                                                                 |           |
| 三浦大知（Vo.Dance.）          | ユニットバスのマーメイド | 安田、大倉（全員Dance.）                                                        |           |
| Kroi                           | Balmy Life               | 丸山（Vo.）、横山（Gt.）                                                        |           |
| EIGHT-JAM スペシャルバンド     | 俺たちの明日             | 村上（Vo.）                                                                     |           |
| EIGHT-JAM スペシャルバンド     | 大阪ロマネスク           | 横山、村上、丸山、安田、大倉（全員Vo.）                                         | [ 注 17 ] |
| 東京スカパラダイスオーケストラ | メモリー・バンド         | 横山、村上、丸山、安田、大倉（全員Vo.）                                         | [ 注 18 ] |
| 東京スカパラダイスオーケストラ | 無責任ヒーロー           | 横山（Vo.Tp.）、村上（Vo.Key.）、丸山（Vo.Ba.）、安田（Vo.Gt.）、大倉（Vo.Dr.） | [ 注 19 ] |

このほか、本イベントの開演前に「けやきひろば特設ステージ」にて、DJ和によるスペシャルステージを3日間にわたって開催された。

## 各年の詳細

### 関ジャムFES

#### 2019年
- 開催予定日：2019年10月12日（中止）
- 開演予定時間：14時
- 出演予定アーティスト：全6組
- 予定会場：幕張メッセ 国際展示場9・10・11ホール（千葉県）
- 主催・企画・制作：テレビ朝日[注 20]
- 運営協力：ディスクガレージ[注 20]

テレビ朝日による音楽フェスティバル『テレビ朝日ドリームフェスティバル2019』の初日公演の企画として初開催予定だったが、台風19号の影響で開催中止となった。

#### 2021年
- 日程：2021年9月26日
- 開演時間：14時
- 出演アーティスト：全6組[注 21]
- 会場：幕張メッセ 国際展示場1・2・3ホール（千葉県）
- 主催・企画・制作：テレビ朝日[注 20]
- 運営協力：ディスクガレージ[注 20]

テレビ朝日による音楽フェスティバル『テレビ朝日ドリームフェスティバル2021』の最終日公演の企画として、約2年越しに初開催された。
本イベントのオープニング映像は、番組に支配人として出演している古田新太がADに扮し、関ジャムのスタッフルームにかかってくる電話に対応するというもので、2019年の開催用に撮影していたものが約2年越しに使用された。また、古田はイベントのオープニングにサプライズ生出演した。
関ジャムスペシャルバンドのステージでは、番組さながらの解説を交えながらのステージを展開したほか、宮澤エマがスペシャルゲストとしてサプライズ出演した。

### EIGHT-JAM FES

#### 2024年
- 日程：2024年6月21日 - 23日
- 開演時間[34]
  - 21日：18時30分
  - 22日・23日：16時
- 出演アーティスト：全10組[注 22]
  - 21日（SUPER EIGHT以外）：1組
  - 22日・23日（SUPER EIGHT以外）：各4組[注 22]
- 会場：さいたまスーパーアリーナ（埼玉県）
- 主催・制作：EIGHT-JAM FES実行委員会[34]
- 運営：ソーゴー東京[34]

約3年振り通算2回目の開催にして『EIGHT-JAM FES』として初開催であり、初めて単独の音楽フェスティバルとしてさいたまスーパーアリーナで3日間にわたって開催された。「テレビ朝日開局65周年企画」として開催された。
メンバーの大倉が2022年時点の雑誌のインタビューで本イベントを再び開催出来るとしたら、「セッションをやれていなかった時期に番組に来て下さった方々とも共演出来たら良いなって思います」と語っていたが、実際に、WANIMA、植松陽介、斎藤宏介（UNISON SQUARE GARDEN、XIIX）、高橋あず美、Kroiといった番組でのセッションの経験がないアーティストが出演しており、本イベントにて初のセッションとなった。
本イベントでは初めて3日間にわたっての開催となっており、6月22日・23日の公演はこれまでと同様に、SUPER EIGHTと複数のアーティストが出演するが、21日の公演のみSUPER EIGHTとWANIMAによる「対バン企画」が実施された。
本イベントの会場であるさいたまスーパーアリーナの前にある「けやきひろば」で、後述のDJ和によるスペシャルステージや、イベントオリジナルドリンクの販売、フードエリアやフォトスポットの展開などを、6月21日は12時から19時まで、22日・23日は11時から17時までそれぞれ実施された。
本イベントの開演前に「けやきひろば特設ステージ」にて、SUPER EIGHTのベストアルバム『GR8EST』のリミックスCDの制作に携わったDJ和によるスペシャルステージを、6月21日は16時30分から17時30分まで、22日・23日は14時から15時までそれぞれ開催された。
本イベントの22日公演（2日目）と23日公演（3日目）のステージの転換中は、ステージの端に組まれたセットで、「出演者の誰かが来てくれる"誰トーク"」と題して出演アーティストをゲストに迎え、「『EIGHT-JAM』でやってみたいこと」を語り合う企画会議なども行われた。
本イベントでは、例年と同様にSUPER EIGHTと出演アーティストによるセッションを行ったが、23日公演のEIGHT-JAM スペシャルバンドのステージではSUPER EIGHTだけではなく、同日に出演していた三浦大知もサプライズでセッションに参加した。
本イベントの23日公演の東京スカパラダイスオーケストラのステージにて、東京スカパラダイスオーケストラによるSUPER EIGHTとのコラボ楽曲「あの夏のあいまいME feat.SUPER EIGHT」をリリースすることを発表した。

## グッズ

### 2021年（グッズ）
全て『テレビ朝日ドリームフェスティバル2021』のグッズの販売となり、グッズに本イベントのロゴや出演アーティストの記載はあるものの、本イベントのオリジナルグッズの販売は無し。

### 2024年（グッズ）
※出典を参照。
| グッズタイトル                                                                         | 価格      |
| -------------------------------------------------------------------------------------- | --------- |
| 8JAM TシャツA（アーティストロゴ / ホワイト・ブラック・トロピカルピンク / S・M・L・XL） | 各3,800円 |
| 8JAM TシャツB（セッション / ホワイト・ブラック / S・M・L・XL）                         | 各3,800円 |
| 8JAM TシャツC（ミュージックジャム / スミ・サンドベージュ / S・M・L・XL）               | 各3,800円 |
| 8JAM TシャツD（レコード / ホワイト・アシッドブルー / S・M・L・XL）                     | 各3,800円 |
| 8JAMマフラータオル                                                                     | 2,000円   |
| 8JAMフェイスタオル                                                                     | 2,000円   |
| 8JAMシリコンバンド（ラメ・マーブル）                                                   | 各600円   |
| 8JAMトートバッグ                                                                       | 1,500円   |
| 8JAMクリアボトル                                                                       | 1,800円   |
| 8JAMステッカーセット                                                                   | 1,000円   |
| 8JAM LEDリストバンド（ランダム / 全5種）                                               | 各1,500円 |

このほか、石崎ひゅーい、EIGHT-JAM スペシャルバンドのメンバー、DJ和を除き、各日程に出演するアーティストのアーティストグッズが販売された。

## 放送・収録作品

### テレビ放送

#### 2021年（テレビ放送）
『テレビ朝日ドリームフェスティバル2021』（2021年11月21日、CSテレ朝チャンネル1）
- 本イベントを含む『テレビ朝日ドリームフェスティバル2021』全体の模様をテレビ初放送。
- 関ジャニ∞とのセッションおよび関ジャニ∞のステージの放送は無し。

『関ジャム 完全燃SHOW』（2021年12月6日、テレビ朝日）
- 地上波初放送。
- オープニングに加え、関ジャニ∞と各アーティストのセッションをダイジェストで放送。

『テレビ朝日ドリームフェスティバル2021』（2021年12月21日、テレビ朝日〈関東ローカル〉）
- 本イベントを含む『テレビ朝日ドリームフェスティバル2021』全体の模様をダイジェストで放送。

『テレビ朝日ドリームフェスティバル2021 拡大版』（2022年1月29日、CSテレ朝チャンネル1）
- 2021年11月21日に同局で放送されたものの拡大版。
- 前回の放送と同様に関ジャニ∞とのセッションおよび関ジャニ∞のステージの放送は無し。

#### 2024年（テレビ放送）
『EIGHT-JAM』（2024年6月30日、テレビ朝日）
- テレビ初放送。
- SUPER EIGHTと各アーティストのセッションをはじめとするイベント全体の模様をダイジェストで放送。さらに、舞台裏への潜入映像も放送。

『テレビ朝日開局65周年記念 EIGHT-JAM FES 特別版』（2024年8月25日・9月1日、CSテレ朝チャンネル1）
- 3日間の公演を2週にわたって独占放送された。

### 収録作品

#### 2021年（収録作品）
関ジャニ∞『KANJANI'S Re:LIVE 8BEAT』（2022年5月18日発売）
- 完全生産限定-Road to Re:LIVE-盤の特典DVD/Blu-rayにて、本イベントの関ジャニ∞の単独ライブステージ部分の模様を収録。

#### 2024年（収録作品）
SUPER EIGHT『超ARENA TOUR 2024 SUPER EIGHT』（2025年5月14日発売）
- 完（CAN）全生産限定盤・初回限定盤の『SUPER EIGHTアプリ』限定配信特典として、各日のSUPER EIGHTの単独ライブステージ部分を抜粋して収録。